# 赤穗事件
元禄赤穗事件（日语：／ Genroku Akō Jiken），又稱赤穗事件，是發生於日本江戶時代中期元祿年間，赤穗藩（位於今兵庫縣赤穗郡）的藩吏47人為藩主報仇的事件。
元禄十四年陰曆三月十四日（1701年4月21日），播磨国赤穗藩藩主淺野長矩（官名内匠頭，故通称“浅野内匠頭”）在奉命接待朝廷敕使一事上深覺受到總指導高家旗本吉良義央（官名上野介，故通称“吉良上野介”）的刁難與侮辱，憤而在幕府將軍居城江戶城的大廊上拔刀砍傷吉良義央。此事讓將軍德川綱吉在敕使面前蒙羞，将军怒不可遏，在尚未深究事件原由的情況下，當日便命令淺野長矩切腹謝罪並將赤穗廢藩，而吉良義央未受任何處分。以首席家老大石良雄（百官名：内藏助，故通称“大石内藏助”）為首的赤穗家来們雖然試圖向幕府請願以圖復藩再興，但一年後確定復藩無望，大石遂于元禄十五年陰曆十二月十四日（1703年1月30日），率領赤穗家来共47人夜襲吉良宅邸，斬殺吉良義央，將其首級供在泉岳寺浅野长矩之墓前，成功復仇。事發後雖然輿論皆謂之為忠義之士，但幕府最後仍決定命令與事的赤穗家来切腹自盡，而吉良家也遭到沒收領地及流放的處分。
元祿赤穗事件是江戶時代的一次重大事件，與同時代的「鍵屋之辻決鬥事件」和鐮倉時代的「曾我兄弟復仇事件」並稱為日本三大復仇事件。在封建時代的日本，此類對殺害主子或男性親屬的人復仇的行爲被稱爲「敵討（日语：／）」；類似于中國古代的復仇與西方的決鬥，復仇者一般被官方默許及受百姓民衆支持和同情，而政府在審判時也多會基於同情而酌量處刑，直至明治時期才由政府立法禁止。本事件中大石良雄體現出對藩主的忠誠，執著的信念和超強的忍耐力，為后世的日本人津津樂道；而事件中義士們表現的武士道精神與雪耻的思想，至今仍然對日本社會和民族性格產生深遠影響。自江戶時代後期起，出現很多匿名的戲曲來歌頌赤穗義士，這些戲曲其後更發展為著名的歌舞伎劇目忠臣藏的藍本。

## 具體經過

### 松之大廊下的刀傷

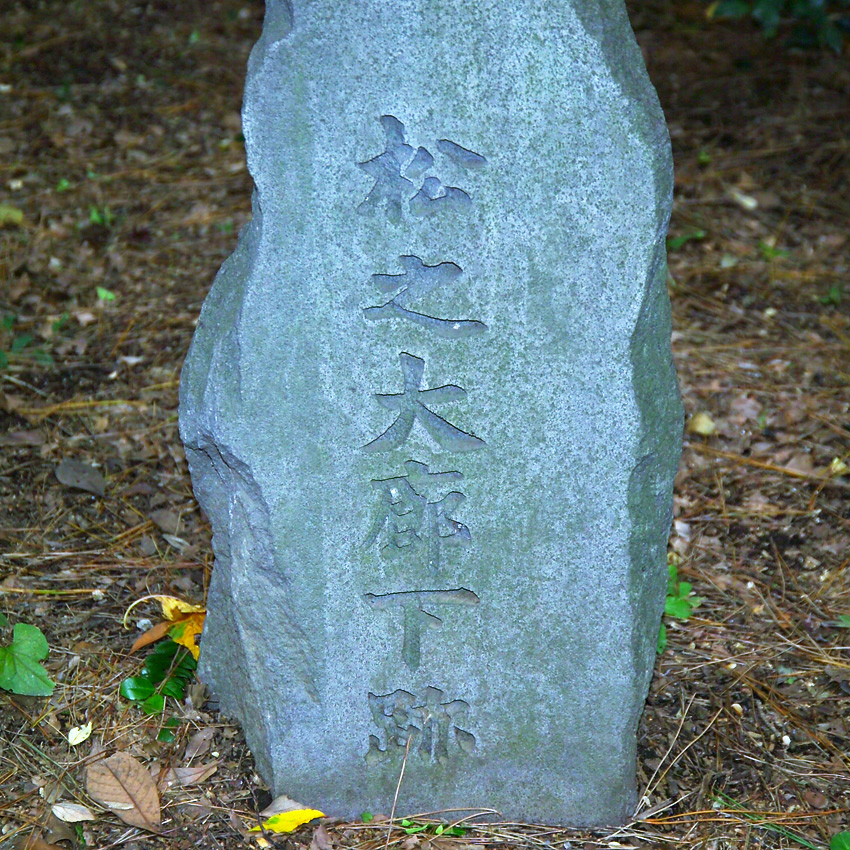
江戶城本丸遺跡（東京）

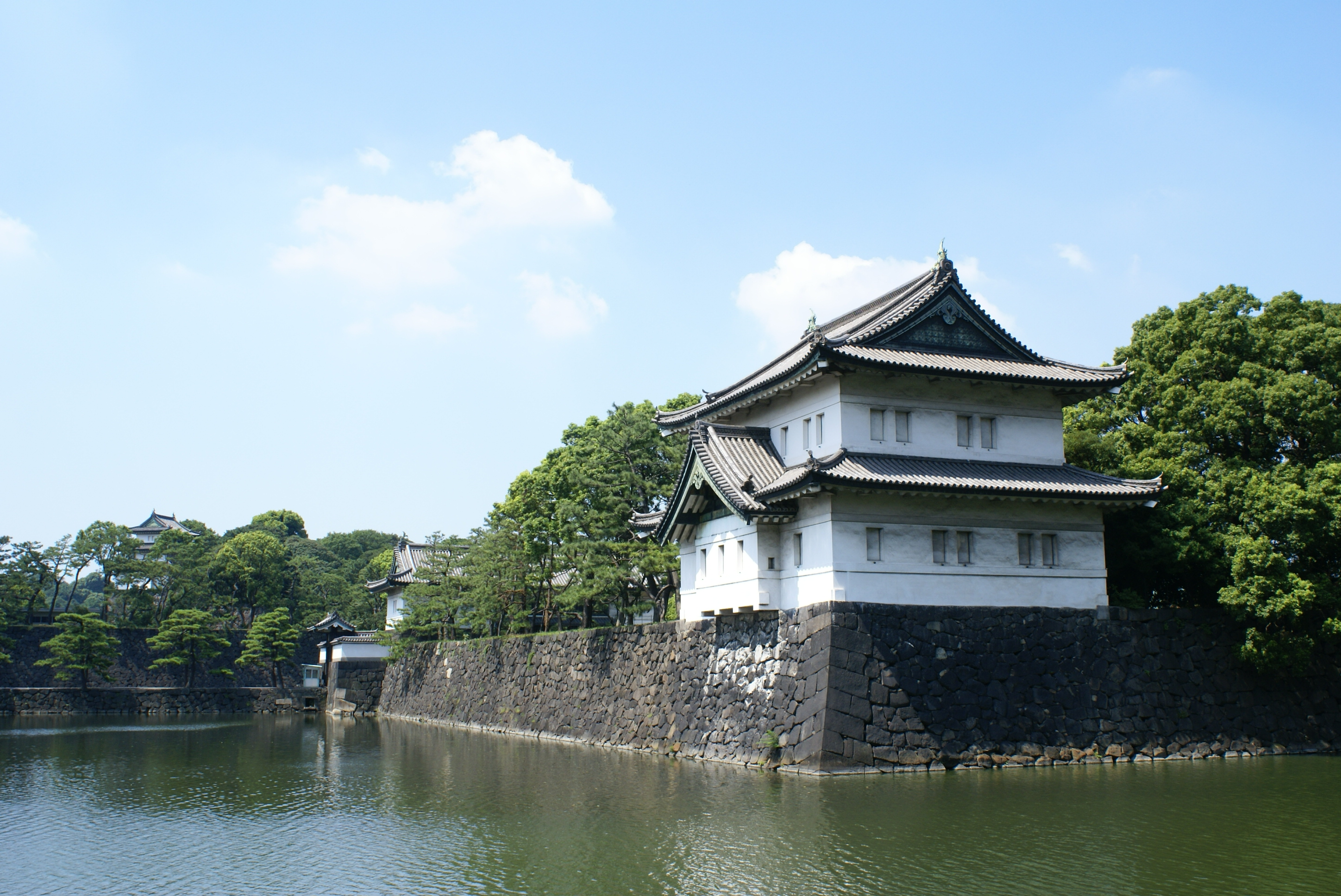
江戶城外観

元禄十四年二月初四日（1701年3月3日），為了接待東山天皇派來的勅使柳原資廉（前權大納言）、高野保春（前權中納言）和靈元天皇（太上皇）派來的院使清閑寺熙定（前權大納言），幕府任命播磨國赤穗藩藩主淺野長矩為勅使饗應役、伊予國宇和島藩藩主伊達左京亮村豐為院使饗應役；任命高家吉良義央為兩人的指導。
勅使、院使於三月十一日（4月18日）到達江戶，入住幕府的傳奏屋敷（現千代田區丸之内1-4日本工業俱樂部）。淺野等兩人提前一天在傳奏屋敷中迎接，接著幾天在吉良的指揮下接待勅使和院使的起居。勅使和院使於三月十二日（4月19日）登城拜訪將軍德川綱吉宣奏，三月十三日（4月20日）觀看了猿樂能。
三月十四（4月21日），勅使和院使再次登城等候将軍綱吉的回音。同日巳刻（早上10點左右），吉良在江戶城本丸御殿松之大廊下（現皇居東御苑）和旗本梶川与惣兵衛賴照商量儀式的事情時，突然淺野用脇差砍向吉良。吉良的額頭和背部中刀，旁邊的梶川賴照立刻拉住淺野，等在一旁的品川豊前守伊氏、畠山下總守義寧等高家衆人把吉良擡到蘇鐵之間。根據梶川的記述，淺野此時一邊揮刀一邊喊「還記得我的怨恨嗎？」。
淺野立即被送交幕府目付多門重共和近藤重興調查，多門記述淺野說「對幕府沒有意見，完全是對吉良的個人私怨，前因後果都忘記，一心要殺吉良」。另一方的吉良只不過負了輕傷，外科高手栗崎道有替他縫了數針。目付大久保忠鎮、久留正清對他進行了詢問，吉良以「小可不知道自己做錯過什麽，是内匠頭一時昏頭所至，小可歲數大了，不記得做過讓別人怨恨的事」回答。將軍德川綱吉因爲淺野擾亂了朝廷的儀式而極其憤怒，命令淺野即日切腹，並廢除赤穗淺野家武士名分；反而未對吉良予以處罰。
大名被即日切腹是相當罕見的處罰，目付多門重共要求慎重調查淺野到底對吉良有什麽怨恨后再作處罰，被柳澤吉保否決。綱吉如此迅速做出要淺野切腹的決定是想通過勅使和院使表達自己對天皇的忠心，避免加封從一位官職的儀式被取消，這也是綱吉母親桂昌院的最大願望。
淺野长矩被領到芝愛宕下（現東京都港區新橋4丁目）附近田村建顯（陸奥國一關藩）的宅第，庄田安利（大目付）、多門重共（目付）、大久保忠鎮（目付）等人晚上6時過後到達后喚出淺野长矩，切腹在晚上7時即刻實行。

### 幕府的處分決定
幕府翌日（4月22日）下達了處分決定：淺野长矩的弟（也是養子）淺野大學長廣處以閉門思過，淺野长矩的表兄弟美濃國大垣藩藩主戶田采女正氏定、大垣新田藩藩主戶田彈正忠氏、武藏國岡部藩藩主安部丹波守信峯、旗本安部小十郎信方、淺野美濃守長恒、淺野左兵衛長武等人被禁止進入江戶城。命令播磨國龍野藩藩主脇坂淡路守安照和備中國足守藩藩主木下肥後守公定二人沒收赤穗城，任命旗本荒木十郎左衛門政羽和榊原采女政殊擔任收城目付。收城目付本來要日下部三十郎博貞擔任，因爲日下部是淺野家遠親所以由榊原替代。3月18日（4月25日），幕府派遣石原新左衛門正氏和岡田庄大夫俊陳為赤穗城代官。

### 送往赤穗藩的急報
赤穗藩接到第一份急報是在3月19日卯刻（4月27日的日出前），早水藤左卫门滿堯和萱野三平重實趕到赤穗城筆頭家老大石良雄的宅第，遞上淺野长广報告淺野长矩用刀砍傷吉良义央的書信。大石馬上召集了赤穗200名藩士，當時赤穗藩淺野家重臣如下：
- 筆頭家老：大石良雄（1500石）
- 末席家老：大野知房（通称九郎兵卫，650石）
- 番頭：岡林直之（1000石）、外村源左衛門（400石）、伊藤五右衛門（430石）、奥野定良（通称将监，1000石）、玉虫七郎右衛門（400石）
- 足輕頭：川村傳兵衛（400石）、八島宗右衛門（300石）、進藤俊式（通称源四郎，400石）、小山良師（通称源五左卫门，300石）、佐藤伊右衛門（300石）、（江戶回來的信使原元辰（通称惣右衛門，300石）、從淺野家飛地加東群來的吉田兼亮（通称忠左卫门，200石））
- 持筒頭：藤井彦四郎（250石）、多川九左衛門（400石）
- 槍奉行：稻川十郎左衛門（220石余）、萩原兵助（150石）、小林治郎右衛門（150石）
- 用人：田中清兵衛（300石）、植村與五左衛門（300石）、
- 大目付：間瀨正明（通称久太夫，200石役料10石）、田中正形（150石役料10石）
- 中小姓頭：多儀清具（200石）、大木彌市右衛門（500石）、
- 歩行小姓頭：中澤弥右衛門（300石）、月岡治右衛門（300石）

江戶的急報由末席家老大野知房向藩士們宣讀，這封信中沒有提到吉良的生死，故藩士們都以爲淺野殺掉了吉良。大石良雄認爲這點内容無法了解詳情，於是下午1時左右派遣萩原文左衛門（100石）和荒井安右衛門（15石5人扶持）去江戶打探情況。酉刻（晚上7時），飛脚（即信使）送來了第2封急信，除了刀傷事件之外沒有其他內容。戌刻（晚上11時），原元辰和大石信清送來了第3封急信，信中提到浅野切腹的消息，仍舊沒有關於吉良的生死和赤穗藩改易等問題。然而在將軍殿中拔刀殺人的後果大致是可以猜測到的，大石命令札座奉行岡島常樹着手處理藩札（藩所發行的債券）問題，最早即日三月二十（4月27日）在赤穗藩領地内設置幾個藩札交換所以六分率兌換藩札，避免赤穗經濟發生混亂。
三月廿二（4月29日）飛腳送來了第4封急報，報告了淺野長廣被軟禁的消息。隨後三月廿五（5月2日）飛脚送來了第5封信，上面寫了淺野家在江戶的上下宅第被沒收的消息。到此爲止一直沒有提到吉良的生死情報，大石良雄開始懷疑吉良是否沒有被殺，爲了確認吉良的生死派了同藩大目付田中正形前往江戶，番頭伊藤五右衛門前往三好藩。此日廣島藩士太田七郎右衛門正友到達赤穗，翌日（5月3日）大石的叔叔廣島藩藩士小山良速也到赤穗，這都是廣島藩爲了平穩接收赤穗而施加的壓力。

### 投降還是抵抗
到底是投降還是抵抗，爲了統一意見自三月廿七（5月4日）起3天在城内召開了會議。會議中主張據城抗爭的強硬派和開城后力圖再興的溫和派意見相左。強硬派的中心人物是足輕頭原元辰和札座奉行岡島常树（通称八十右衛門）的兄弟，溫和派以末席家老大野知房為代表。會議中的28日第6封急信到達，報告了赤穗城的收城目付是荒木政羽和榊原政殊，赤穗代官是石原正氏和岡田俊陳；這對強硬派而言是很大的刺激，使得溫和派的大野被孤立。
恰好這時大石也得到了吉良還活着的消息。大石在三月廿九（5月6日）向收城目付荒木政羽和榊原政殊發出「赤穗藩士都是忠膽義氣之人，不想爲了主公而離開赤穗，我們不是爲了要求處罰吉良上野介大人，希望能找到令人滿意的解決方法」的請求信，派多川九左衛門和月岡治右衛門送往江戶。然而多川和月岡同荒木、榊原在小田原城擦肩而過，兩人到達江戶之後，不得不背棄大石「直接送到荒木、榊原」的命令把信給了赤穗的江戶家老安井彦右衛門，安井向大垣藩藩主戶田氏定報告，戶田寫了「老老實實開城」回信讓兩人帶回交差。
親族的大名家也連日派來使者要求赤穗開城。三月廿八（5月5日）大垣藩藩主戶田氏定的家来戶田源五左衛門、植村七郎左衛門、三月廿九（6日）廣島藩藩主淺野安艺守綱長的家来太田七郎左衛門正友、四月初一（5月8日）三次藩藩主淺野土佐守長澄的家来内田孫右衛門、四月初五（5月13日）戶田家家来戶田權左衛門、杉村十太夫、里見孫太夫、四月初八（5月15日）戶田家家来大橋传内、四月初九（5月16日）廣島淺野家家来井上團右衛門、丹羽源兵衛、西川文右衛門、四月十一（5月18日）戶田家高屋利左衛門、村岡勘助、廣島淺野家内藤传左衛門、梅野金七郎、八木野右衛門、長束平内、野村清右衛門、末田定右衛門、四月十二（5月19日）戶田家正木笹兵衛、荒渡平右衛門、三次淺野家永泽八郎兵衛、築山新八等人依次來到赤穗游說開城。
在此情況下大野和原兄弟的對立激化。尤其在遣散金分配問題上原兄弟主張厚遇下級藩士，同大野按照禄高分配產生抵觸。大石採納原兄弟的意見，最終決定厚遇下級藩士。而且大石本人分文不取，得到藩士的支持。
被孤立的大野四月十二晚上同兒子群右衛門逃跑。岡島的部下由於偷盜錢財逃跑后被捉，且大野散佈「岡島也是我們一夥」的流言，是岡島憤怒的直接原因。
大野離開赤穗以後赤穗藩由大石良雄一人主持。大石内心主張開城等待家業復興，考慮到提出來無人響應，最初先是附和原元辰等人的意見以獲得支持，然後提議藩士一起為主公殉死，最後提出在殺了吉良報仇的前提下開城，終于統一了淺野家衆人的意見。
大石和藩士60至80人（各種文献人數不同）寫了血書締結盟約。番頭奥野定良和足輕頭八島宗右衛門沒有寫。

### 赤穗城開城
大石良雄等人在四月十五（5月22日）迎接收城目付荒木政羽和榊原政殊。謊稱大野知房生病，由組頭奥野定良代理逃走的大野出席接待。四月十七（5月24日）代官石原正氏和岡田俊陳也到達赤穗，四月十八（5月25日）這4人開始收查赤穗城的賬目、大石在此期間曾經3次請願由淺野长矩的弟弟淺野長廣接替淺野家以圖東山再起。『江赤見聞記』記載，第3次請願終于感動荒木政羽答應向老中説情。同日收城使脇坂淡路守安照率領4,500名龙野藩藩兵到赤穗，四月十九（5月26日）赤穗城不流血開城。
赤穗城開城後，大石和吉田兼亮等一部分藩士搬入遠林寺，繼續處理遺留的藩政工作直到五月廿一（6月26日）。在此期間五月初五（6月10日）早水满尧和近松勘六行重（马回，250石）二人被派往高野山，在奥之院御廟橋附近為藩主淺野長矩建了衣冠冢。
残務處理完畢後大石因爲手腕上的囊腫繼續留在赤穗療養，同時也在為恢復淺野家武士地位積極策劃，派遣原元辰等人去大阪會見廣島藩淺野家家老戶島保左衛門，委託遠林寺主持祐海去江戶會見對将軍德川綱吉生母桂昌院有很大影響力的隆光大僧正，并拜托答應幫助淺野家的荒木政羽，在回到江戶以後在老中和若年寄面前多説好話。荒木六月初九（7月14日）造訪了赤穗淺野家分家的旗本淺野長恒，向他傳達了大石的意願。
六月十二（7月17日）、治好了囊腫的大石離開了故乡赤穗，以後再也沒有回來。

### 刀傷事件後江戶藩邸的動向
刀傷事件發生時，即元禄十四年三月十四（1701年4月21日）江戶的赤穗藩重臣如下。
- 藩主世子…淺野長廣（3000石）
- 江戶家老…安井彦右衛門（650石江戶扶持9人半）
- 藩主供奉家老…藤井又左衛門宗茂（800石）
- 足輕頭…原元辰（300石）（事發后作爲信使返回赤穗）
- 用人…奥村忠右衛門（300石）、糟谷勘左衛門秀信（250石）
- 大目付…早川宗助（200石役料10石）
- 江戶留守居…建部喜六（250石）、近藤政右衛門（250石）
- 側用人…片岡高房（350石）、礒貝十郎左衛門正久（150石）、田中貞四郎（150石）

淺野長廣聽説刀傷事件發生后立刻從傳奏屋敷趕往鐵砲州的上屋敷（現東京都中央區明石町聖路加國際病院）報信，淺野长矩的正室阿久里問起吉良的生死時，淺野長廣也不知道。淺野长矩母方的堂兄、美濃国大垣藩藩主戶田氏定也趕了過來。幕府也派了近藤平八郎重興和天野传四郎富重兩名目付到赤穗的上屋敷命令淺野长广和家老藤井宗茂平息淺野家的騷動。
戶田氏定離開淺野家上屋敷後，馬上再前往傳奏屋敷取回淺野家的物品。原元辰擔當撤收工作十分迅速，得到幕府目付的賞識。
未時（13时到15时间），淺野長廣給大石良雄寫了第1封急信派早水满尧和萱野重实送回赤穗。
申時（15时到17时间）下一關藩田村家派使者送來口信，問是不是要領回淺野长矩的屍首。於是派片岡高房、礒貝正久、田中貞四郎、中村清右衛門、糟谷勘左衛門、建部喜六前往田村家、領取了浅野长矩的屍體後直接去泉岳寺舉行了葬禮。片岡和礒貝等人在淺野长矩墓前削髮立誓要取吉良首級來祭奠主君。
亥時下（约22时到23时）左右，淺野正室阿久里在上屋敷落髪為尼，法號瑤泉院。
三月十五（4月22日）深夜，很多閑雜人等開始聚集在上屋敷的後門準備闖進來搶東西，被大垣藩戶田家派來的藩兵和堀部安兵衛武庸等人用刀趕走，第二天早上向本家淺野綱長要求支援。小堀新五右衛門（大番物頭）率領廣島藩藩兵（足輕50名、小人30名）趕到，上屋敷的治安得到恢復。
三月十五（4月22日）丑時左右（约凌晨1时到3时），阿久里的娘家三次藩前藩主淺野長照（藩主淺野長澄在三次）把阿久里領回。在幕府許可下由大橋忠兵衛孝次（先手頭）和木村吉左衛門定重（持筒頭）護衛阿久里到三次藩赤坂今井邸（現東京都港區赤坂六丁目冰川神社）。
三月十六（4月23日）家財搬出作業完成后，赤穗藩士全部離開鐵砲州上屋敷，申時（15时到17时间）廣島藩兵也撤出，上屋敷暫時交給戶田氏定管理。三月十七（4月24日），屋敷由新主人出羽国新庄藩藩主戶澤上総介正誠接收，三月廿二（4月27日）再次轉手给小滨藩藩主酒井靭負佐忠囿。
赤坂南部坂（現東京都港區六本木一丁目）的下屋敷也在三月十八（4月25日）由藤井又左衛門、富森助右衛門轉交人吉藩藩主相良遠江守長在。本所屋敷起先存放鐵砲州上屋敷辦出的物品在三月廿二（4月27日）由安井彦右衛門轉交給伊予国大洲藩藩主加藤遠江守泰恒。

### 江戶激進派
江戶的藩士除了安井彦右衛門、藤井宗茂等逃回赤穗的人，多數要为藩主報仇。特別是劍豪堀部武庸（馬廻役200石）、高田又兵衛的子孫使槍的高手高田郡兵衛（馬廻役200石）、堀部同門奥田孫太夫重盛（武具奉行，馬廻役150石）強烈要求去取吉良义央的首級，片岡高房、礒貝正久、田中貞四郎等淺野长矩的家来也表示支持。然而在行刺的方法上有分歧：堀部等武術高手主張衝進吉良家中一展身手，片岡等人主張在吉良外出的時候下手。但片岡等人遭到排斥不得不離開江戶，三月廿七（5月4日）片岡回到赤穗城尋求支持，大石良雄此時的主張是殉死切腹，片岡等三人只好返回江戶打算單獨採取行動。
赤穗城開城前的四月十四（5月21日）堀部武庸、高田郡兵衛、奥田重盛也回到赤穗，分別和大石良雄等藩吏會面表露要刺殺吉良义央的主張，大石回答：「上野介的仇是要報的，不過現在最要緊的是幫助淺野大學復興家業，等待時機。」赤穗開城后，五月十二（6月17日）堀部返回江戶繼續刺殺吉良的計劃，並且不斷請求大石前來相助。
同家業再興相比主張報仇的主要是江戶的藩士，因此稱之爲江戶激進派。

### 家業再興派和江戶激進派的傾軋
七月，大石良雄離開赤穗，隱居在山城国山科。這裡是大石遠親攝关近衛家的領地（大石親戚進藤源四郎俊式一族進藤刑部大輔長之）。移居山科的大石立刻着手淺野家的复兴，同小野寺十内秀和去美濃国大垣城拜見戶田氏定，同時委託遠林寺主持祐海在江戶活動。
江戶激進派的堀部等人自六月就開始書信催大石來江戶主持局面，大石回信称，爲了家主淺野长广，必須忍耐一下。堀部八月十九的信中寫道「大學大人見了兄長切腹的慘狀，即使分封一百万石土地也無立足之顏」，因此大石深深感覺到有必要派遣使者去安撫江戶激進派。
九月下旬，大石良雄派原元辰、潮田又之丞高教（200石繪圖奉行）、中村勘助正辰（100石祐筆）前往江戶，隨後又派了進藤俊式和大高源五忠雄（20石5人扶持腰物方）。可是這些人反而被堀部安兵衛説服成了激進派，元禄十四年十月二十（1701年11月19日）大石親自前往江戶，也稱爲大石第一次東下。
大石在江戶三田（現東京都港區三田）的前川忠大夫家和堀部會面，約定來年3月淺野长矩一周年忌辰的時候舉事。被赤穗藩驅逐的不破数右衛門正种也要求參加。大石去泉岳寺拜祭了浅野的墓，還見了荒木政羽和长矩的正室瑤泉院（即阿久里），12月返回京都。回京後大石一直在伏見撞木町（京都府京都市伏見區撞木町）過着放浪的生活。

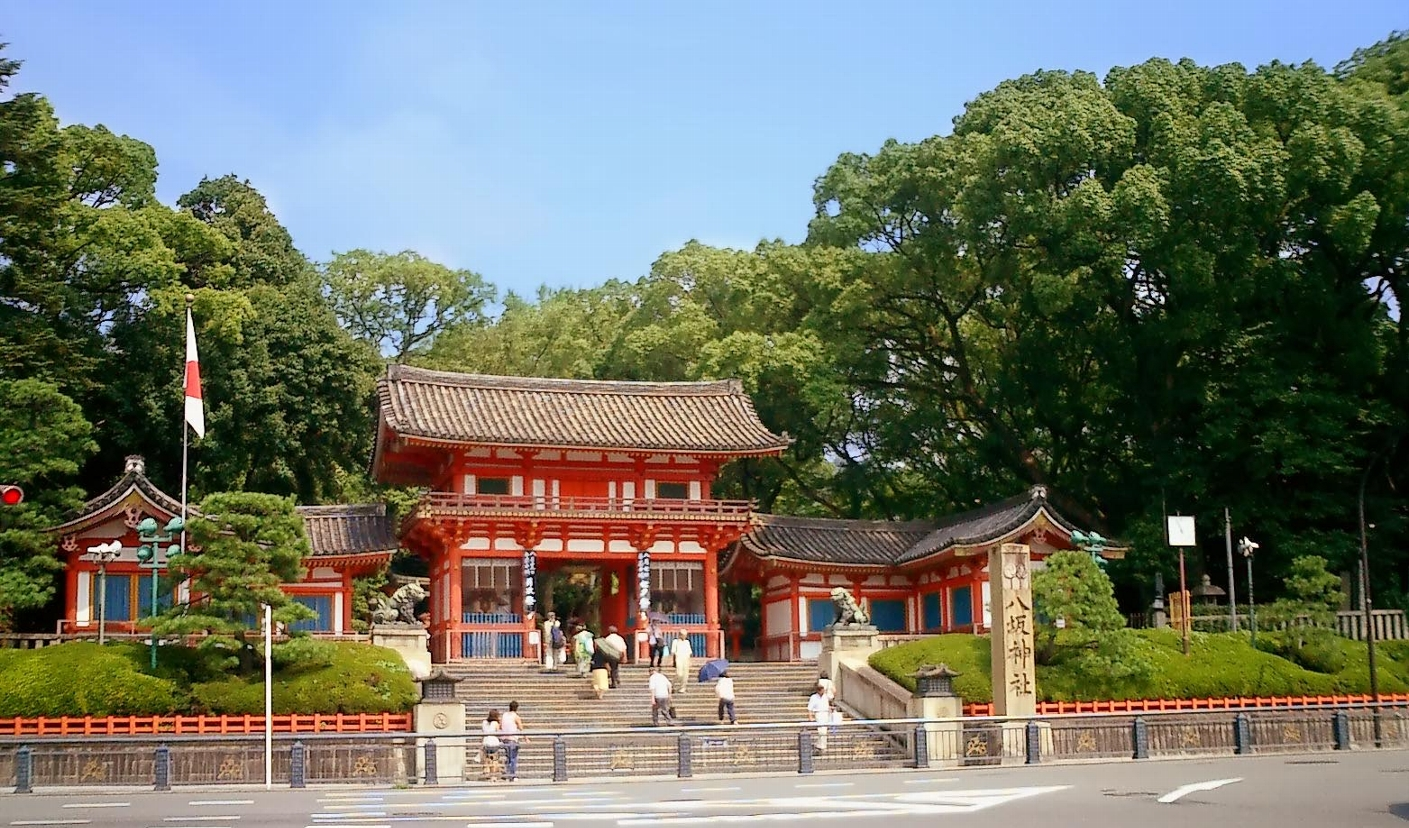
京都祇園社（八坂神社）

關於大石的放浪生活，落合勝信所作「江赤見聞記」中有記載，真相不明。堀部筆記裏卻沒有提到，至少這些事情沒有傳入江戶同志的耳朵，因此也有人懷疑這種説法的真僞。「江赤見聞記」說大石整天沉迷酒色是爲了障人耳目，因爲伏見奉行建部政宇是吉良家的遠親。
進藤源四郎和小山源五左衛門為大石找了個小妾小轻（お軽），有說是江戶激進派爲了讓大石不要搞得太誇張而有意的佈置。小轻在以後的戲劇「假名手本忠臣藏」中以「おかる」（日語"お軽"讀音"おかる"）的名字登場。

### 吉良家家宅遷動
大石爲了家業復興和堀部爭論的同時，江戶幕府也開始處罰吉良家。元禄十四年八月十九（1701年9月21日）命令吉良家的家宅從江戶城下的吳服橋遷到離江戶比較遠的本所（現東京都墨田區两国3丁目）與松平登之助的家宅對換。此次搬迁后，吉良家由江户城的警备治安的中心搬到了当时人烟相对稀少的本所。幕府此举，实际为后来赤穗浪士的复仇提供了有利条件。八月廿一（9月23日），以辦事不利爲由将庄田下総守（讓淺野切腹的大目付）、大友近江守義孝（和吉良義央關係密切的高家）、東条冬重（吉良義央的弟弟）三人革職。
在吉良家恢復高家要職近乎絶望的情況下，十二月十二（1702年1月9日）吉良義央把家督讓給養子左兵衛義周。吉良義央的親生兒子是出羽国米泽藩藩主上杉綱憲（15万石），也有吉良義央要遷往米澤城的傳聞。吉良義央的正室方富子在家宅遷動的時候回了娘家上杉家。富子沒有隨吉良義央的理由衆説紛紜，有說離婚的，也有說富子埋怨吉良義央「淺野切腹你也該切腹」的，亦有说吉良義央預見到會被報復讓富子避風的，以及新宅太小住不下女眷的。

### 圓山會議
到了年底，不斷有脱盟者出現：萱野重实因爲對父親萱野七郎左卫门重利和淺野家忠孝無法兩全而自殺；橋本平左衛門和妓女阿初（はつ）相戀雙雙殉情；江戶激進派的中心人物高田郡兵衛和旗本内田元知由於養子糾紛而脱盟。高田的脱盟令江戶激進派臉面盡失。大石良雄乘機於元禄十五年二月十五（1702年3月13日）在京都山科和圆山召開了會議，將「等大學大人的處分下來之後報仇」定为方针。
4月1日，大石派遣吉田兼亮和近松行重向江戶的同志傳達決定。吉田先和被孤立的片岡高房会面，説服他加入大石的盟約；然後於三月初八（4月4日）和江戶激進派的領袖堀部武庸在两国米澤町（現東京都中央區東日本橋2丁目）會談。正如預料，堀部不同意圆山會議的決定，打算以原元辰為頭自己發起襲擊。六月，爲了和大石攤牌，堀部親自前往京都。堀部說「大石不參加也行」。然後此時遠林寺主持祐海告知大石，淺野长广恢復武家地位難以實現。七月十八（8月11日），幕府也作出將淺野長廣永遠軟禁在廣島藩的決定，家業再興的希望完全破滅。大石完全倒向報仇，和堀部等江戶激進派的對立也就此化解。
8月21日，大石邀請堀部在京都圓山召開會議商討殺入本所吉良家宅為藩主報仇的計劃。

### 血書返還
圆山會議后，堀部立刻返回江戶向激進派的同志傳達精神。大石良雄認爲當初很多人是爲了家業再興而加入盟約並不是都打算報仇，於是派大高忠雄和貝賀弥左衛門逐家訪問立約者討回盟約，給立約者一個全身而退的機會，不願交回盟約的是真正打算捨命復仇的死士。這被稱爲「血書返還」。
此時江戶的同志加上提交過血書的人有130多名、經過血書返還之後只有60人不到了。
家来中脱盟的有奥野定良、進藤俊式、小山良師、河村传兵衛（足軽頭400石）、佐佐小左衛門（足輕頭200石）、多川九左衛門（持筒頭・足輕頭400石）、月岡治右衛門（歩行小姓頭300石）、岡本次郎左衛門重之（大阪留守居400石）、糟谷勘左衛門秀信（用人250石）。
其中奥野定良和大石一樣是淺野家中石高最多（1000石）的家来，進藤俊式和小山良师是大石的叔伯，在家業再興運動中作爲大石参謀。雖然本來預見到會有一定程度的脱盟發生，但是這三個人的脱盟是大石沒有想到的。
留在同盟中的同志安排好自己的後事后，陸續向江戶集結。安排家族事宜中最坎坷的要數歲數小的矢頭右衛門七教兼。離開赤穗之後，矢頭家移居大阪，父親矢頭長助病死。教兼打算將母親和妹妹送回陸奥国白河藩的娘家，由於沒有女人手形在荒井关所被攔住，結果只能把母親和妹妹寄養在大阪的朋友家裏。
大石只留下強烈要求參加的親生長子大石主税良金，并和妻子香林院離婚，將她送到丰岡石束源五兵衛毎公家。爲了不使自己絕後，讓二兒子吉千代出家。九月十九（11月8日），讓大石良金先行去江戶，自己于十月初七（11月25日）動身（第二次大石東下）。和第一次不同，這次是爲了殺吉良。

### 攻入報仇前

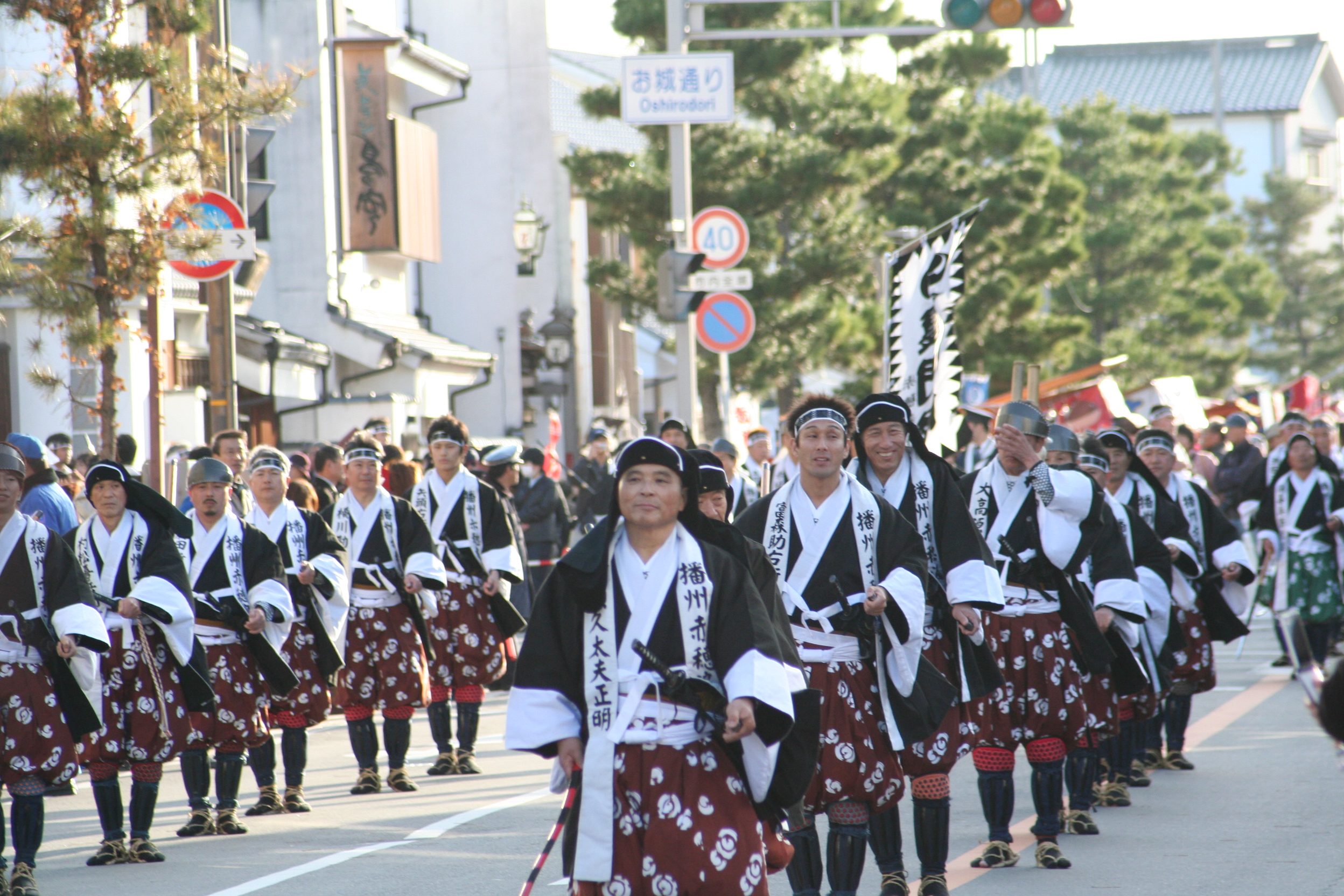
「赤穗義士祭」再現了當年赤穗浪士的情形。

途中在富士，大石參拜了曾我兄弟（參見曾我兄弟復仇事件）的墓。大石使用假名「日野家用人垣見五郎兵衛」，後來的戲劇中還有路上遇見真的垣見五郎兵衛的内容。
十月廿三（12月11日），大石等人到達鎌倉，吉田兼亮在這裡迎接。他帶大石到川崎平間輕部五兵衛宅附近的房子住下。大石在這裡發佈了約束同志的綱領「訓令十條」。
十一月初五（12月23日），大石一行到達江戶，以公事訴訟為名住進日本橋石町三丁目（現東京都中央區日本橋本町）的旅店小山屋（小山屋弥兵衛經營）。大石良金用垣見左内的假名、大石良雄冒稱是垣見左内的後見人垣見五郎兵衛。其他人有潮田又之丞高教、小野寺十内秀和、近松行重、大石濑左衛門信清、早水满尧、菅谷半之丞政利、三村次郎左衛門包常、大石隨從二人（加濑村幸七、室井左六）、近松隨從一人，共計12名。其他同志分別借宿在麹町、本所、两国、築地、芝、南八丁堀湊町、深川黒江町。
大石分派同志搜尋本所的吉良家宅，首要任务是繪製吉良家宅的平面圖。根據寺坂的筆記，平面圖是「通過内綫搞到」。堀部弥兵衛的後妻娘家忠見氏是吉良家的鄰居本多孫太郎長員的家来（本多長員原本是幕府派去監視越前松平家的，前述吉良家房子易宅前由松平家居住）。此外大石信清的舅舅太田加兵衛是吉良家屋敷的前主松平登之助信望的家来。
接著是確定吉良义央哪天在家。吉良經常邀請国学者荷田春满到家裏講解《源氏物語》、《伊勢物語》以及學習演歌。春满是大石的朋友，通過他知道吉良在十二月十四（1703年1月30日）會開茶會。春满還引薦大高源五（脇屋新兵衛）跟茶人山田宗偏學習茶道。宗偏在本所開設茶室，吉良家有茶会也經常邀請他。從宗偏口中也得知吉良家會在十二月十四舉行茶会。根據情報判斷這天吉良义央肯定在家，於是大石把十二月十四定為舉事的時間。
十一月廿九（1703年1月16日），大石良雄前往赤坂今井的三次藩下屋敷拜見淺野長矩的正室瑤泉院，並把赤穗藩藩金的使用情況和賬目交給佣人落合与左衛門勝信。這次告別後世歌舞伎中名為「南部坂雪中別」。
十二月初二，全體同志裝作集資在深川八幡茶屋開會。此時制定了綱領「人人心覚」，規定了行動中的武器、服裝、裝備、暗號，以及如何處置吉良的首級，並且決定「砍下吉良首級和瞭望放哨的一視同仁都是主公的家来，對自己分擔的職責沒有意見」。
潛伏在江戶有8人脱盟：田中貞四郎（側用人150石，因爲喝酒亂性脱盟）、小山田庄左衛門（100石，偷了片岡的錢逃跑）、中村清右衛門（側用人100石，理由不明）、鈴田十八（理由不明）、中田理平次（30石4人扶持，理由不明）、毛利小平太（大納戸役20石5人扶持，理由不明）、濑尾孫左衛門（大石家家来，理由不明）、矢野伊助（足輕5石2人扶持，理由不明）。最後起事的同志只剩下47人。

### 攻入報仇
十二月十四日（1703年1月31日）夜，按照『人人心得之覚書』記載，47名赤穗浪士九個鐘（晚上12點）開始行動，從江戶三處分别出發向本所吉良屋敷（現本所松坂町公園）進發，虽然實際發起襲擊是十二月十五（1月31日）凌晨4點左右，但江戶時代習慣上把日出的六個鐘（早上6時45分）算作一天的開始，所以文獻中襲擊的時間都是「十四日」。『假名手本忠臣藏』中說當天晚上下雪，其實天氣晴朗。

#### 正門隊
正門隊大将大石内藏助良雄率領23人：
片岡源五右衛門高房（槍）、富森助右衛門正因（槍）、武林唯七隆重（槍）、奥田孫大夫重盛（大刀）、矢田五郎右衛門助武（槍）、勝田新左衛門武堯（槍）、吉田沢右衛門兼貞、岡島八十右衛門常樹、小野寺幸右衛門秀富9人負責屋内；
早水藤左衛門满堯（弓）、神崎与五郎則休（弓）、矢頭右衛門七教兼（槍）、大高源五忠雄（太刀）、近松勘六行重、間重次郎光興（槍）6人負責院子；
堀部弥兵衛金丸（槍）、村松喜兵衛秀直（槍）、岡野金右衛門包秀（槍）、横川勘平宗利（槍）、貝賀弥左衛門友信5人負責堵住新門；
大石内藏助良雄（槍）、原惣右衛門元辰（槍）、間濑久大夫正明（半弓）3人坐鎮正門指揮。

#### 後門隊
後門隊大将是大石内藏助的長子大石主税良金，實際由吉田忠左衛門兼亮指揮，率領24人：
堀部安兵衛武庸（太刀）、礒貝十郎左衛門正久（槍）、倉橋传助武幸、杉野十平次次房、赤埴源藏重賢、三村次郎左衛門包常、菅谷半之丞政利、大石濑左衛門信清（槍）、村松三大夫高直（槍）、寺坂吉右衛門信行10人負責屋内；
大石主税良金（槍）、潮田又之丞高教、中村勘助正辰（槍）、奥田貞右衛門行高（太刀）、間濑孫九郎正辰（槍）、千馬三郎兵衛光忠（半弓）、茅野和助常成（弓）、間新六光風（弓）、木村岡右衛門貞行（槍）、不破数右衛門正種（槍）、前原伊助宗房（槍）11人負責院子；
吉田忠左衛門兼亮（槍）、小野寺十内秀和（槍）、間喜兵衛光延（槍）3人守住後門兼指揮。

#### 吉良一方
事件發生時屋内吉良家家来的人數衆説紛紜、幕府的調查書上寫「中間小物共八十九人」（中下人约八九十人）。桑名藩所寫紀錄「（上杉弾正大弼綱憲）大人派到吉良佐平（吉良義周）大人处40多人。其他人百八十人」。

#### 攻入報仇時的情形
元禄十六年正月廿四礒貝正久和富森正因所寫的『礒貝富森两人覚書』裡，浪士是用梯子翻過正門，用錘子打破後門。收監赤穗浪士的松平定直家来波賀清大夫所寫『波賀聞書』中，正門隊最初爬梯子跳入宅内的是大高忠雄和小野寺秀富，大高跳下後報上名頭，吉田兼贞和岡島常树隨後也跟著爬上梯子。原元辰跳下的時候扭了腳，神崎也因爲屋簷上的積雪滑倒，但是沒有太大影響。堀部金丸年事已高，所以是由大高抱下來的。『波賀聞書』同時寫道後門是杉野次房、三村包常用錘子敲開，頭一個衝進去的是横川宗利，千馬光忠用半弓把守衛射倒。寺坂信行所寫『寺坂私記』裏原元辰將寫有淺野家来旗子用青竹撐起放在吉良家大門口。
『小野寺書状』記述，正門隊慢慢接近正屋大門，把門一腳踹開。和趕來的三名守衛混戰的時候，小野寺秀富發現這裡挂着很多弓，于是在斬倒吉良一名家来後，馬上把這些弓的弓弦切斷。電視劇裡說秀富是臨機應變，其實根據『小野寺書状』，浪士們早已獲悉吉良家臣有很多使弓的好手，因此事先約定一旦發現弓就把弓弦切斷。
『波賀聞書』記述，院子裡放哨的人高喊「五十人組は東へ回れ」「三十人組は西へ回れ」（50人往東，30人往西）來虛張聲勢，這個計策果然奏效，長屋裡的吉良家来以爲敵人很多基本上都不敢跑出長屋。『礒貝富森两人覚書』也記述，宅内不斷發生戰鬥，但是長屋中的武士卻沒有出來。『小野寺書状』記述從長屋出來的吉良家来有二人，先是一人出來被小野寺秀和用槍放倒，接著另一個又被間光延以槍刺倒。
『赤城士話』記述，有名吉良家来胡乱斬殺向間濑正辰，間濑正辰用槍從側面刺中此人腹部，此人用手抓住槍身接連揮刀抵抗。間濑正辰將槍甩出，此人才氣絕。
大石在十二月十九日給寺井玄溪（淺野长矩藩医）的信中說不破正种是最能打的。不破同時和四、五個人接戰，刀鋒都砍得卷起來。不破在給其父佐倉新助的書信中說本來自己是在院子裡放哨，忍不住也衝進屋内，正好遇上揮舞長刀的当主吉良義周，於是發生激戰。
『江赤見聞記』記述，吉良方有6名高手在大間，1名高手在廚房，吉良家来清水一学在廚房被殺。
據富森的證詞，礒貝抓住僕人找出蠟燭點亮，這樣便於行動。調查的大目付仙石久尚也佩服礒貝的對應。
室鳩巣根據新井白石從吉良邸鄰居旗本土屋主税那裡得到的資訊寫了『鳩巣小説』，土屋聽到隔壁吉良家的響動就跑出來，片岡高房、原元辰、小野寺秀和高聲說自己只是爲了殺吉良义央報仇，與他人無關。土屋就在墻邊佈置燈籠和射手，命令「越墻者格殺勿論」。
『礒貝富森两人覚書』記述，吉田兼亮和間光兴發現廚房邊上放木柴的小屋有悉悉索索的聲音剛想進去，裡面扔出碗和炭。隨後二名吉良家来從裡面衝出來被斬倒，但是屋子裡還有動靜，間光兴用槍刺入。屋裡跑出一個老頭準備用脇差抵抗，武林隆重一刀斬倒。老頭穿白色睡衣，檢查屍體發現臉上和背部有刀傷，於是斷定為吉良义央，光兴把老頭首級砍下，然後吹哨表示得手，給大門口集合的赤穗浪士看過人頭，確認沒有搞錯。『鳩巣小説』記載土屋聼見赤穗浪士搜尋吉良的聲音，突然有人大聲說「有り様に申さぬか」（不就是他嗎），其他人說「額の傷を見よ」（看看額頭上有沒有刀傷）。片刻過後還聽見有人啜泣。
吉良义央的首級由潮田高教用槍戳着。滅了宅内的燈火之後，衆人離開吉良宅第，辰刻（早上8時）到達淺野长矩的墓地泉岳寺，在墓前供上吉良的首級，向藩主报告已經報了仇。此時足輕寺坂信行受大石命令途中溜走，赤穗浪士只剩下46人。

#### 山鹿流陣太鼓和裝束
山鹿素行從前被流放到赤穗，赤穗藩藩主跟從山鹿學習兵法，所以赤穗藩是山鹿流兵法傳人。
電影和電視劇中，都是雪夜之中赤穗浪士穿着山形模様的外套，在内藏助「一打三流」的山鹿流陣太鼓鼓點下殺入吉良家。吉良家剑客清水一学聽到鼓點說「這難道是山鹿流麽」。
實際上赤穗浪士沒帶大鼓，發信號的工具是哨子和小鐘。一般認爲『假名手本忠臣藏』是把用錘子敲後門的聲音演繹成敲大鼓。『假名手本忠臣藏』裡還說赤穗浪士穿山形模様的衣服（的確以前是有穿過），然而其實赤穗浪士當時穿的是類似救火隊的黑色装束，頭上兜着毛巾，黒色短袖外套裡面是鐵鎖衣。

#### 上杉家
米澤藩藩主上杉綱憲是吉良义央親生兒子。實際上，千坂兵部在元禄13年（1700年）已經死了，色部又四郎在為父親服喪中，阻止纲宪的是上杉家的遠親高家畠山義寧。
本来綱憲聽説江戶赤穗浪人很多，怕父親有危險，勸义央去米澤隠居。他没想到十二月十四（1月30日）在吉良家的茶會是永別。
赤穗浪士衝入吉良家和撤退的時候都時刻提防上杉家的援軍來追撃。上杉家聽説吉良家出事後馬上組織了人馬，可是等到要出兵的時候傳來吉良义央被殺、赤穗浪士已經撤離的消息。大石良雄成功迷惑了上杉家，導致追撃失敗。
后来幕政處分赤穗浪士的過程中警告上杉家不許插手。上杉家聽從了幕命，被世人取笑是膽小鬼。

#### 吉良家的奮戰者

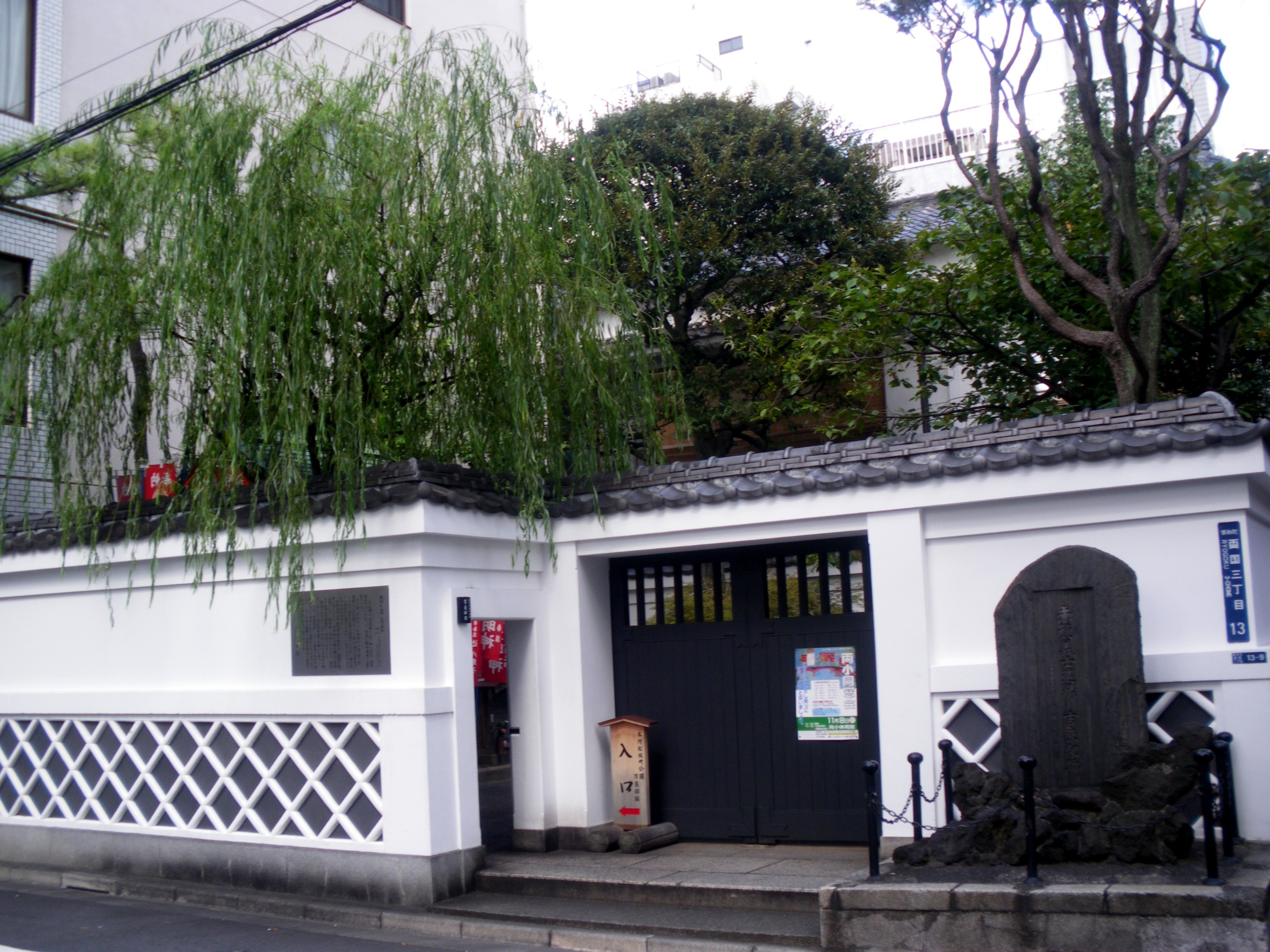
吉良屋敷遺跡

後世劇作中小林平八郎和清水一学作爲吉良家家来被重點刻畫。小林平八郎代替吉良义央拚死奮戦，橋上使二刀流的清水一学都讓赤穗浪士吃了大苦頭，還有赤穗浪士中第一剑客堀部武庸橫掃千軍的场景也被着重描写。根據上杉家家来編纂的「大河内文書」，小林平八郎逃跑的時候被赤穗浪士抓住詢問「上野介在哪？」「小的身分低微不知道」「身分低微怎麽可能穿絹的睡衣？」，隨後被一刀砍死。清水一学在廚房也是幾招之内即被放倒。
大河内文書裏最英勇的吉良家来是新貝弥七郎和山吉新八郎盛侍。新貝在房門口奮戰後被殺，山吉本是上杉家家来，虽然他也很頑強，但是被近松斬倒在院中的水池，身負重傷却生还。吉良家断絶武士名分後，他仍然跟從吉良義周一起發配到信濃国諏訪藩。
当時18歳吉良家当主吉良義周提着長刀和赤穗浪士剑客武林隆重（還有堀部武庸）對決，被斬后血流進眼中休克。
吉良家14人被杀，負傷者23人。赤穗浪士近松行重、原元辰2人負傷。
事件中逃跑的吉良家家老左右田孫兵衛重次在吉良義周被流放的時候仍然放棄去別處當官的邀請並跟隨吉良義周，被認爲是要洗脫自己不忠的污名。

#### 四十六士切腹

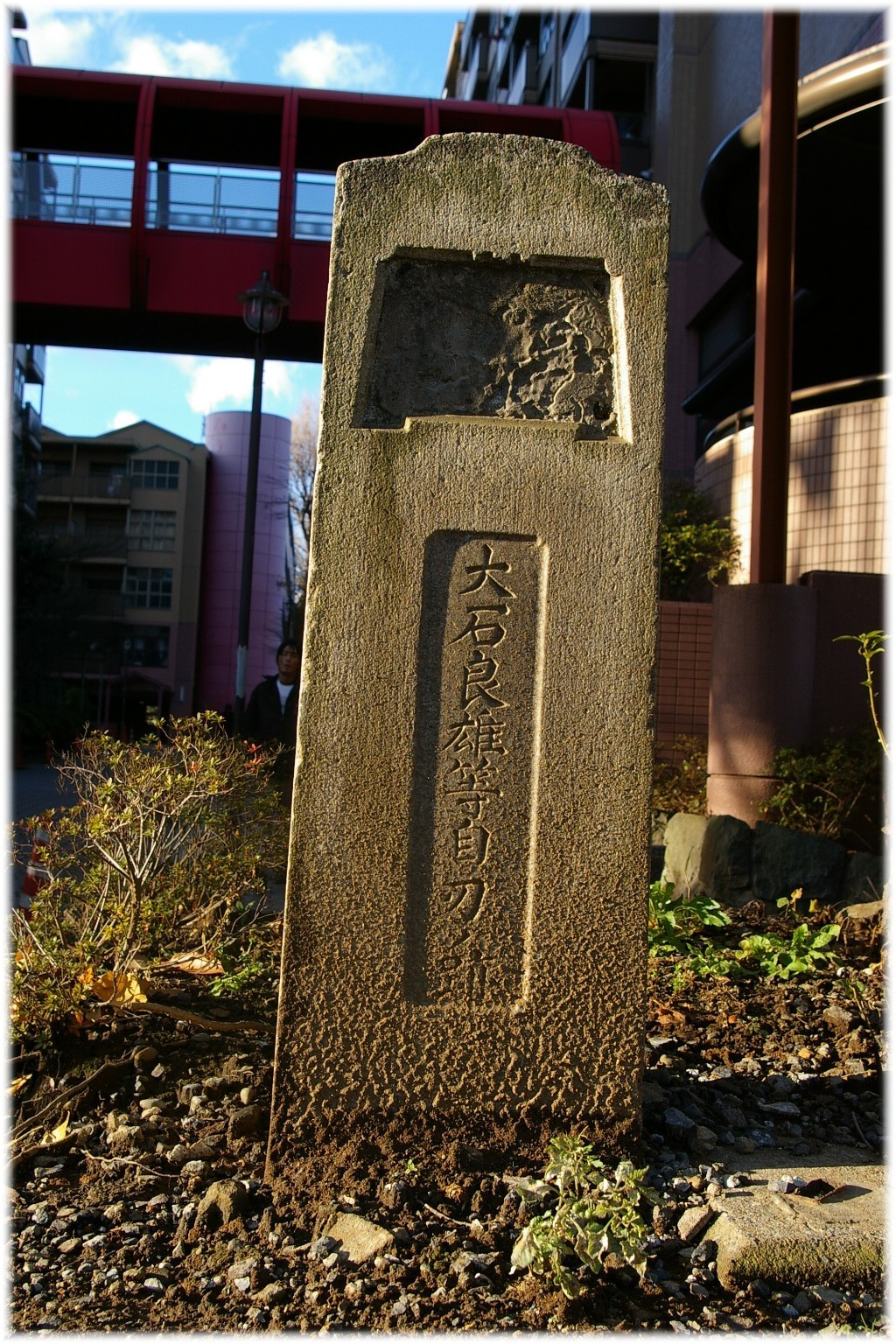
大石良雄等人切腹地遺跡

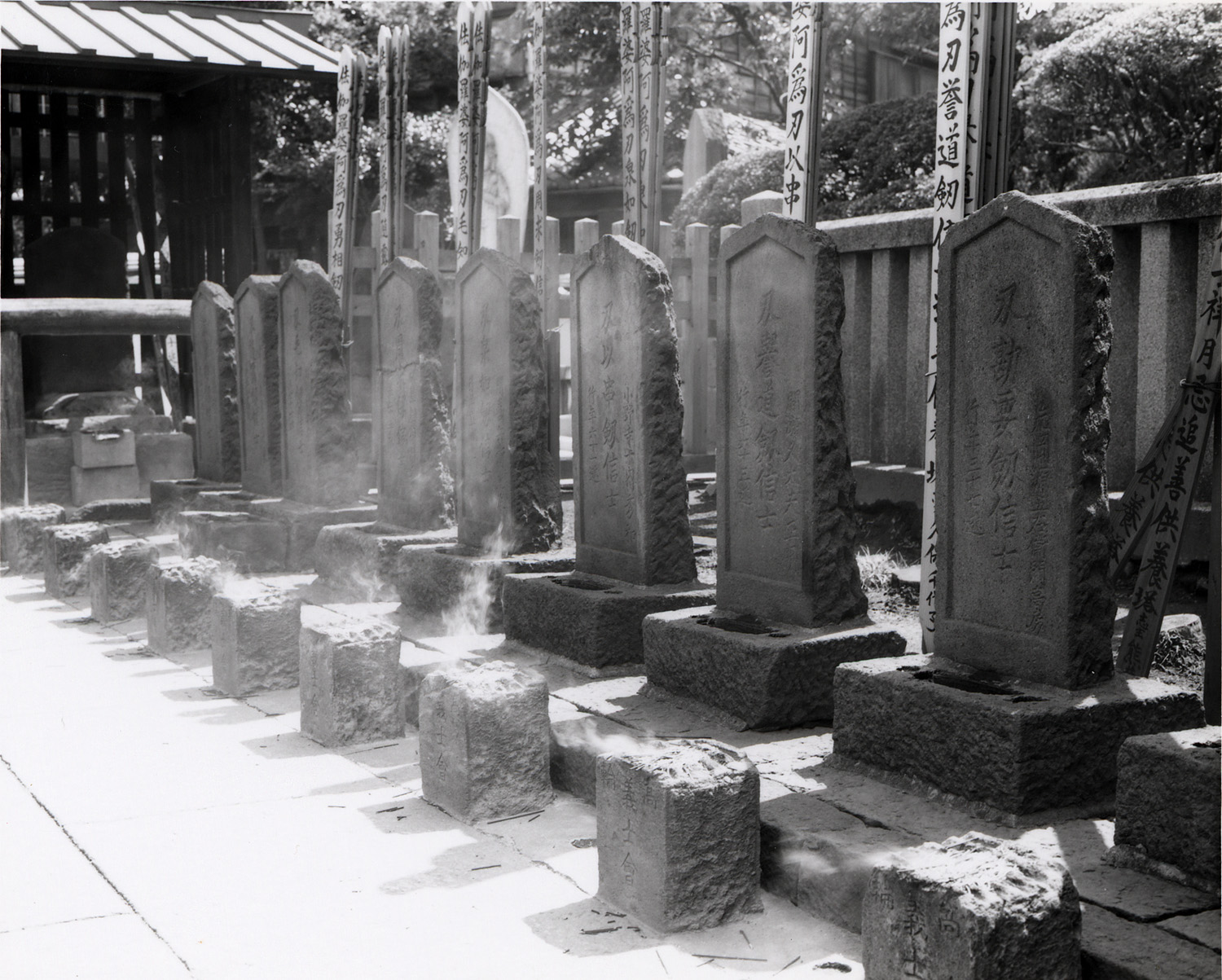
赤穗浪士的墓

大石良雄派吉田兼亮向大目付仙石伯耆守久尚提出口信自首，等待幕府裁定。幕府把46人從泉岳寺帶到仙石的屋敷，然後分別交給細川纲利、松平定直、毛利纲元、水野忠之四位大名看管。浪士們在各大名家的待遇迥異，在細川家和水野家者得到厚待，在松平家和毛利家者則受到冷遇。江戶百姓用「細川流水清、大海浪花濁」（細川の水の（水野）流れは清けれど　ただ大海（毛利甲斐守）の沖（松平隠岐守）ぞ濁れる）來讚頌細川家和水野家，諷刺毛利家和松平家。毛利家和松平家之後才改善對浪士的待遇。
赤穗浪士的義舉，也受到江戶武士階層的肯定。原本結黨行凶是死罪，但是爲了表彰忠義，将軍綱吉和多數幕僚都想救他們一命。也有人說「半夜偷偷闖入他人家中殺人，和匪盜無異」（『柳澤家秘藏实記』）。大目付仙石久尚、町奉行松前伊豆守嘉広、勘定奉行荻原近江守重秀則認爲替主君報仇值得嘉許，以他們為中心，於12月23日（2月8日）幕府評定所做出了以下意見：「一、爲内匠頭報仇的家来團結一致，不能算為結黨。二、内匠頭家来為忠義之人，現在先不處置，以後必須赦免。三、吉良上野介家来中怯戰者，應予處斬。四、上杉綱憲眼見父親處於危機卻見死不救，應沒收領地」。
学者們也展開議論。林信篤和室鳩巢主張寬恕浪士，荻生徂徠認爲法度不能亂，爲了維護武士的体面讓浪士切腹。
将軍綱吉佩服他們的俠義，傾向於赦免，然而這樣等於承認自己原來在淺野长矩的處置問題上不公，於是想借皇族出面恩赦。綱吉拜訪了長駐在上野寬永寺的輪王寺門主公辨法親王，請法親王批准恩赦赤穗浪士。然而法親王說：「繼承主君遺志確為忠義之事。但是如果現在放過他們，四十餘名義士中，有不少血氣方剛的年輕人，將來他們當中有人做了壞事誤入歧途，就給這次義举增加了瑕疵。所以現在讓他們一死，於後世反而留下佳話。有時候讓人死去也是一種真正的慈悲心懷」。将軍綱吉聽了這話，決定讓赤穗浪士切腹。
元禄十六年二月初四（3月20日），将军向關押赤穗浪士的4位大名傳達了切腹指示。同日，幕府評定所仙石久尚下達吉良家改易（即是職位解任並由家中他人替補）、吉良義周流放信濃国諏訪藩高島的處罰決定。
46名赤穗浪士，同日在各大名屋敷切腹。遺體和藩主淺野長矩同葬於泉岳寺。
赤穗浪士的後代，除去出家者之外，15歳以上男子全部流放。宝永三年正月二十（1706年3月4日），吉良義周在流放地死去，三河吉良家宗家從此斷絕。
宝永六年正月初十（1709年2月19日），将軍綱吉死去。德川家宣繼任将軍，立刻赦免了赤穗浪士的後代。同年8月赦免了淺野长广，賜500石成爲旗本。正德3年（1713年），授予大石良雄的三男大三郎廣島淺野宗家1500石。

## 軼事和傳聞
圍繞元禄赤穗事件的忠臣藏演劇化存在有很多軼事和傳聞。下面摘錄一部分。

### 脇坂安照怒打吉良
殿中拔刀傷人事件發生之後播磨国龙野藩藩主脇坂安照看到隣藩藩主淺野長矩和吉良义央發生衝突氣憤不過，有意撞了吉良一下、吉良身上的血跡弄髒了脇坂安照衣服上的家紋，以此為理由斥責吉良無礼並打了他。吉良忍着痛連喊“饒了我”并逃走。

### 村上喜剑
薩摩剑客村上喜剑，在京都一力茶屋看到縱情聲色的大石良雄，大罵他：「主君的遺恨還未昭雪你就花天酒地，膽小鬼、不知羞恥、豬狗不如」，最後還朝大石臉上吐唾沫。後來得知大石殺了吉良之後，村上為自己對大石的無礼感到羞愧，跑到安葬大石的泉岳寺切腹。大高源五墓側，有村上喜剑的墓戒名「刃道喜剑信士」。

### 大野和奥野是第二集團
大野知房其實不是真的逃跑，而是防備大石失敗時第二次行刺的大将。爲了防止吉良逃到米澤藩，大野在山形县板谷峠潜伏。聽到大石刺殺成功，大野十分高興，當即切腹自殺（板谷峠的大野墓是後世造的）。奥野定良也有第二陣大将的説法，還有傳説大石爲了要他撫育淺野長矩的私生女而脱盟。

### 大高源五的道歉書
大高忠雄在前往江戶途中遇到一個名叫團藏的流氓。團藏要大高上馬，而大高拒絕，團藏罵大高是膽小的武士還逼迫大高寫道歉書，大高不願引起爭端，就寫下道歉書。事件發生后團藏因爲慚愧而出家。大高的道歉書至今存放在三島旧本陣世古家。也有說這是後世人僞造的。神崎与五郎也有同様的故事。

### 岡野金右衛門和阿艶
岡野金右衛門爲了得到吉良家宅的平面圖，接近營造吉良义央本所屋敷木匠的女兒阿艶（お艶）。結果金右衛門真的和阿艶墜入愛河，對自己為了平面圖而利用阿艶十分苦惱，在忠義和愛情之間難以抉擇。報仇之後，赤穗浪士向泉岳寺行進途中人堆裏看到哭泣的阿艶。

### 大高源五和宝井其角
大高源五有子葉的俳号，是俳句高手，和俳人宝井其角交情深厚。事件前夜，大高裝作年底打掃房子的雜役去吉良家探聼情報，在两国橋遇到宝井其角。其角看到他就說「年の瀬や水の流れも人の身も」（歲末水流人亦變），大高不假思索回答「あした待たるるこの宝船」（明日宝船隨風去）。

### 赤埴源藏、德利的告別
赤埴源藏重賢一直造成兄長的困擾，舉事前想見兄長最後一面。正巧哥哥不在，嫂嫂以爲他又要來借錢，於是稱病不出。源藏只好命婢女取來兄長的衣服，挂在墻上，流淚向衣服敬酒：「一直都在麻煩大哥，這次我要去遙遠的地方，恐怕再也無法見面。所以離開前很想再見大哥大嫂最後一面，實在遺憾沒有見到，永別了。」十二月十五日，在向泉岳寺進發的赤穗浪士中哥哥看到了弟弟源藏。

### 南部坂雪中別
舉事前，大石去南部坂拜見了淺野長矩的正室瑤泉院。因为周圍有吉良派去的上杉家的人，所以不能直接說要報仇的事。大石說：「我要去別家做官，最後來拜見院君。」瑤泉院聼后十分憤怒：「我不要不忠的仆人來拜，快從我面前消失！」大石只得把寫有全體報仇武士姓名的信遞上并離開，在院子外面對着瑤泉院的方向下跪請求原諒。故事中還有上杉家的人偷信被發現以及瑤泉院知道大石的真意而後悔的場面。

## 其他

### 「不忠」的結果
赤穗藩淺野家家来有300多名，參加報仇的仅有46名（寺坂是足輕不是武士，不算入家来之列）。参加的藩士被稱爲義士，而沒有參加的人的家族直到幕末都受到批判。参加者的子弟各藩都爭搶，而脱盟者除了大石信興以外沒有能當官的。小山田庄左衛門父親小山田一閃因爲兒子從片岡高房這裡偷了錢逃跑而自殺，岡林杢之助直之也因爲擔任旗本的哥哥松平忠乡沒有参加義舉而切腹。旗本内田家的養子高田郡兵衛也被養父内田三郎右衛門掃地出門。赤穗人都說「義挙に加わらなんだ不忠者」（不參加義舉就是不忠），連味噌、醤油都不賣給他們。
激進派之一的高田郡兵衛，伯父内田三郎右衛門是幕府旗本，膝下無子，想收郡兵衛為養子，郡兵衛請胞兄代為拒絕，不料胞兄與伯父咄咄相逼原因，郡兵衛只能不得不說出實情。伯父是幕府旗本，當然不允許自己的親族參與這種以下犯上違背幕府的陰謀，喝令郡兵衛脫離同盟，否則將向幕府報告所有內情。在伯父内田三郎右衛門答應不透露襲擊計劃的條件下，接受了成為養子，於是高田郡兵衛成為第一個脫離並背叛同盟的人。義舉成功後養父内田三郎右衛門卻禁不住輿論壓力，最後將背負著不忠之名的養子高田郡兵衛掃地出門。之後消息不明，有一說是後來跟著自殺。

### 刀傷事件的原因
關於淺野长矩的那句「你還記得我的遺恨麽」，『梶川筆記』『多門筆記』『内匠頭お預かり一件』裏面都有記載，但是到底是什麽樣的遺恨卻沒有寫。
根據『忠臣藏』這些戲劇中的描寫，院使饗應役伊達左京亮給吉良义央送了100枚黄金和狩野探幽的畫，淺野只不過送了兩條鰹節，因此遭到喜歡賄賂的吉良不滿，存心在饗應役實施的時候爲難淺野。然而淺野在17年前的天和3年（1683年）也曾經擔任過勅使饗應役，應該不會不知道宮廷禮節。同时，高家的家格雖然比較高，說到底不過是旗本，只有一點點領地和石高。吉良家已經算最高規格的高家，石高也不过4200石，和5万石的淺野长矩無法相提並論。高家向饗應役索取供品與其説是賄賂，倒不如講是學費，這在當時是非常正常不過的。说旗本因爲拿不到賄賂而刁難大名，似乎有點牽強。即使如此，浅野没有向吉良行贿而引发矛盾，是现在主流的看法。
淺野和吉良的領地特产都是鹽，所以因爲鹽的銷售而產生糾紛也有可能。這是吉良家出身的作家尾崎士郎随筆『吉良の塩』裏面提出的。實際吉良領地塩田後來成爲大河内家的領土，現在這種説法也被否定。
又有说法，47人之一千馬光忠曾經因爲直言被浅野處以閉門的懲罰，家来近藤正憲也因爲殺人被解除過組頭的職位，不破正种也曾經被趕出赤穗藩。歷史記載淺野耐心很差，且心理状态不稳定，但医治吉良义央的医生栗崎道有表示，浅野当时并没有精神不正常。
据津和野說，吉良义央也曾經作弄過亀井隠岐守茲親。大河劇『元禄繚乱』中也有吉良取笑外地來的大名的描寫。吉良自恃在天子腳下，有看不起別人幸災樂禍的心態是毫無疑問的。因爲自己親生兒子是米澤藩上杉家，所以經常把自己家裏的賬划給米澤藩，搞記賬交易不斷賒賬，弄得上杉家管理賬目的勘定十分頭痛。
還有文獻記載，吉良看中了淺野身邊的小姓（男童）要淺野讓給他，被淺野拒絕后懷恨在心。
此外還有御台所鷹司信子與桂昌院婆媳關係不好，爲了阻止桂昌院一心想讓將軍就任従一位，以及幕府内部的人爲了和盐商勾結並從中獲利而陷害赤穗藩造成產盐不足的陰謀説。

### 大石的意圖
大石其實是把家業復興放第一的，當初由於沒有報仇的決心還遭到其他家来的不滿。元禄14年七月大石在寫給遠林寺祐海的親筆信中还說「吉良大人的問題放在大學大人之後考慮」。

### 幕府裁定的正当性
在殿中拔刀殺人無論對方生死和拔刀殺人理由，都是死罪。但吉良沒有拔刀反擊，因此死罪不成立。然而，江戶時代對於紛爭的判罰標準是「喧嘩兩成敗」（即各打五十大板），可是淺野切腹而吉良沒有受到絲毫處罰，這是淺野家的家来们憤慨的根本原因。
元禄赤穗事件以前江戶城内的砍殺事件：
- 寬永4年（1627年）：小姓組猶村孫九郎在西之丸因口角砍殺木造氏、鈴木氏事件中，鈴木當場死亡，木造受傷。結果猶村切腹改易，鈴木和木造改易。
- 寬永5年（1628年）：目付豊島刑部少輔明重在西之丸表御殿和老中井上正就商談相親的時候一語不合，砍殺了正就和前來制止的青木忠精後自殺。
- 貞享元年（1684年）：若年寄稲葉石見守正休在本丸砍殺大老堀田筑前守正俊后當場被殺。

江戶城外的砍殺事件：
- 慶長14年（1609年）：水野忠胤家宅、久米左平次（大番士）刀砍松平忠頼（遠江国浜松藩藩主）和服部半八（大番士）。久米和松平當場死亡。按照喧嘩两成敗原則，久米家和松平家、服部被捕后切腹改易。沒有直接关係的水野（只不過事件在他家裏發生）切腹。起因是下圍棋勝負問題發生口角。
- 延宝8年（1680年）6月26日：于四代将軍德川家綱在増上寺的葬禮中，淺野長矩的舅舅内藤和泉守忠勝砍傷永井信濃守尚長。内藤切腹改易，永井當場被殺，永井家也改易。

自德川家光時代到德川綱吉時代沒有發生過砍殺事件，綱吉時代即使有過殿中砍殺事件，被害者也都是當場死亡，讓加害者切腹了事。被害者和加害者都存活下來的事例沒有發生過。
「喧嘩两成敗」是爲了維護武士存續在戰國時代所衍生的習慣。德川家康和德川秀忠把這條法則正式確立下來，離事件当時已經有近百年。日本也由戰國的「武断政治」轉向「文人政治」的時期。「喧嘩兩成敗」不問青紅皂白對當事人加以相同的嚴厲處分，為當時的儒家学者批判。
江戶幕府是身分社会，法律的制定和執行和現代社會無法相比。当时認爲事情的調查毫無意義，因此很多時候簡單地根據禄高來判斷。大名中使用喧嘩两成敗的案例只有伊達美作守村和。
後世類似淺野和吉良的刀傷事件只有一次。德川吉宗時代享保十年七月廿八（1726年8月25日），江戶城本丸松本藩藩主水野忠恒（70,000石）回房間找遺失的扇子，與長府藩藩主毛利師就（57,000石）發生口角，水野拔刀斬向毛利被周圍的人拖住。将軍德川吉宗讓水野改易，但沒有讓他切腹，还改封水野親族水野忠穀信濃国佐久郡7000石讓水野家再興，也沒有處罰毛利家。對這個結果水野家和毛利家都沒有意見。幾乎相同的事件德川吉宗和德川綱吉的處罰結果完全不同，體現了德川吉宗的仁政。

## 作品

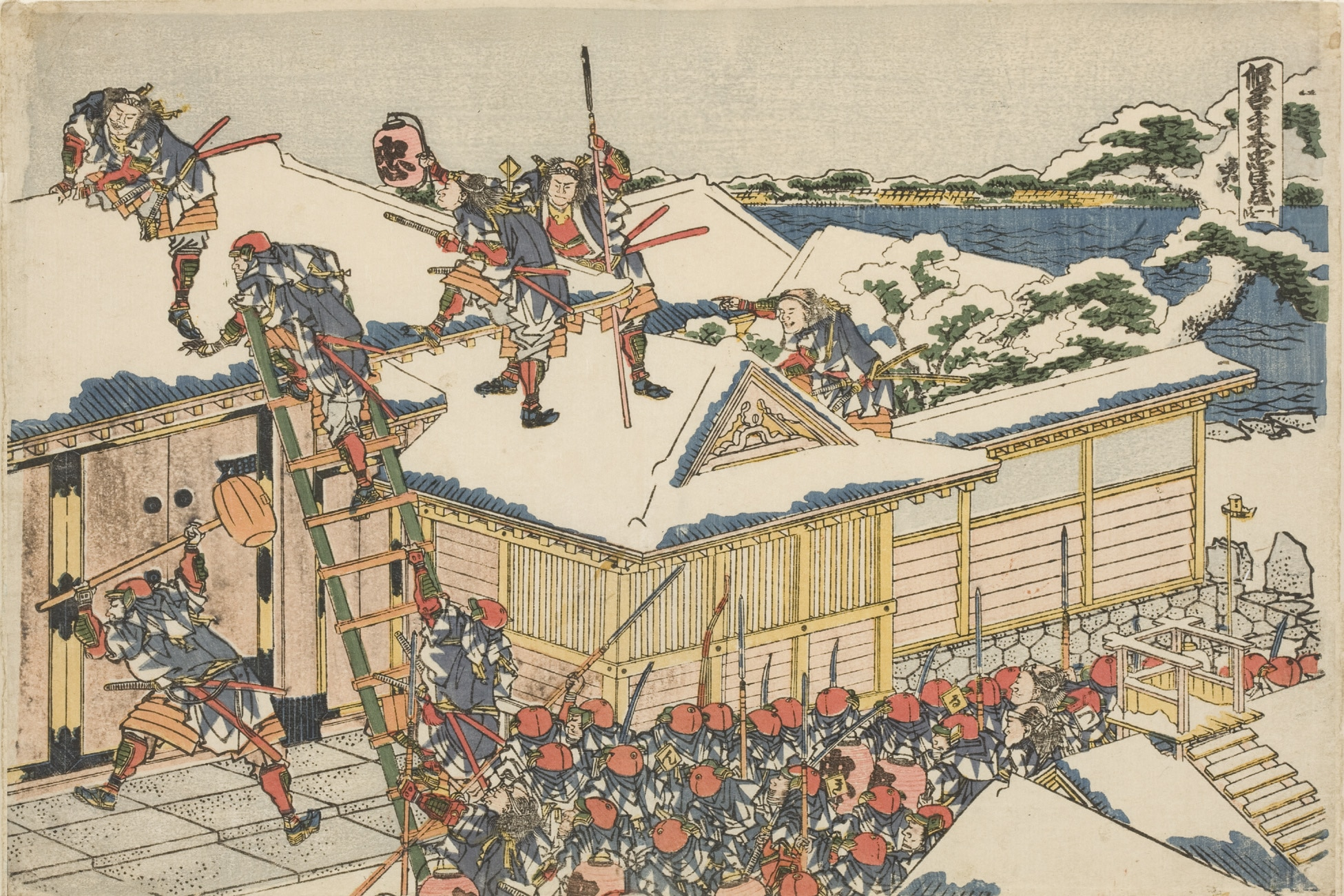
忠臣藏第十一段目夜襲圖。葛飾北斎畫

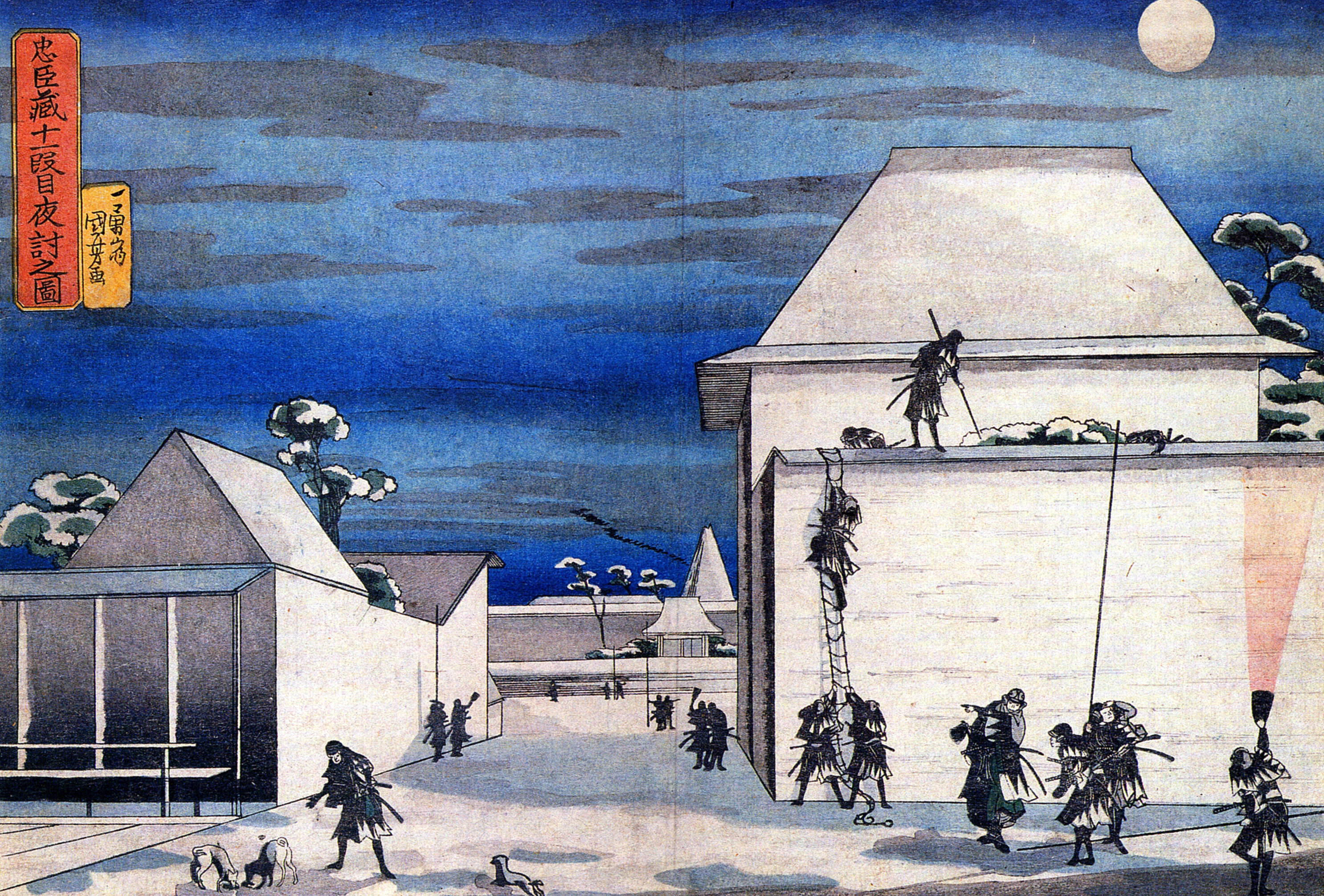
忠臣藏第十一段目夜襲圖。（江戶後期歌川国芳）

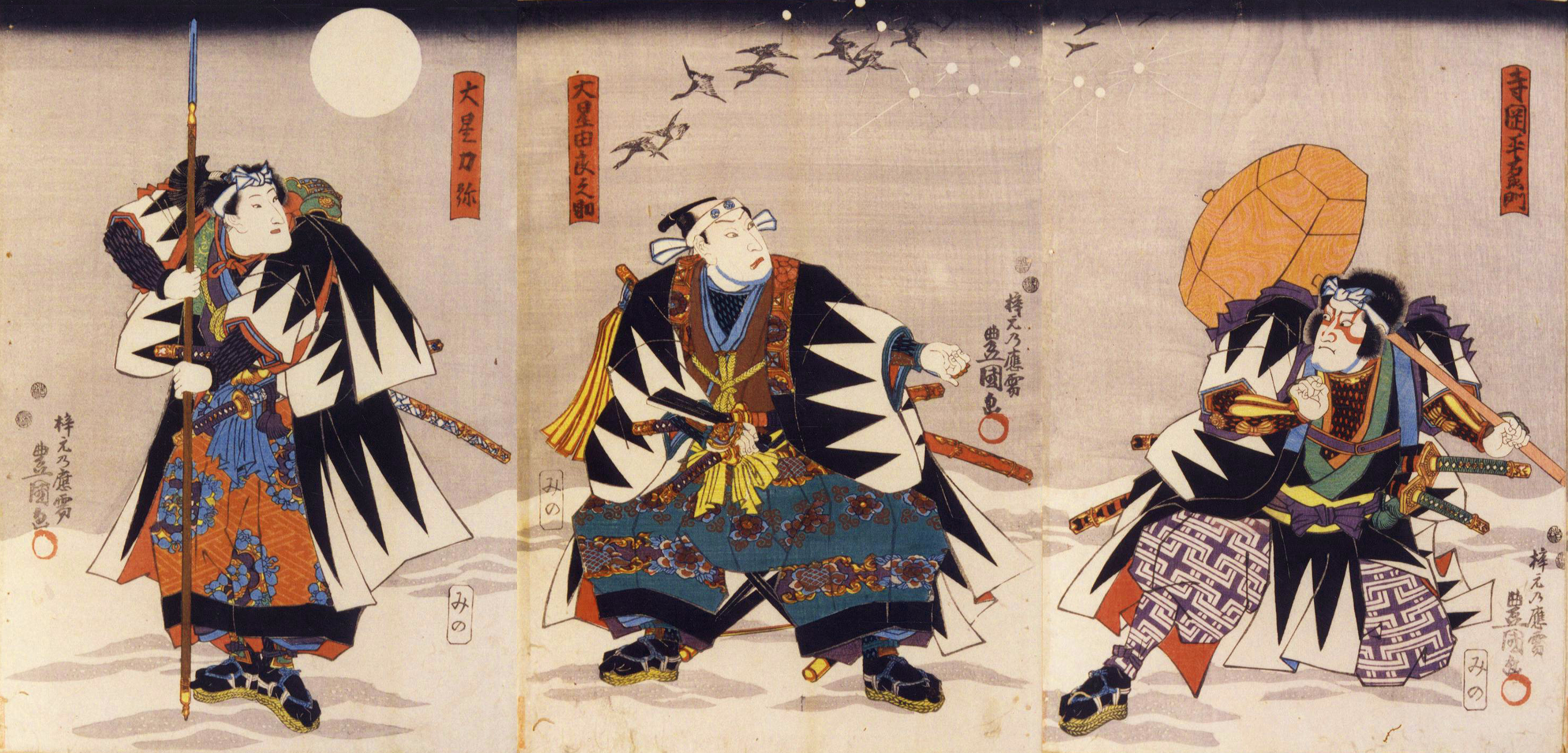
赤穗浪士。三代目歌川豐国

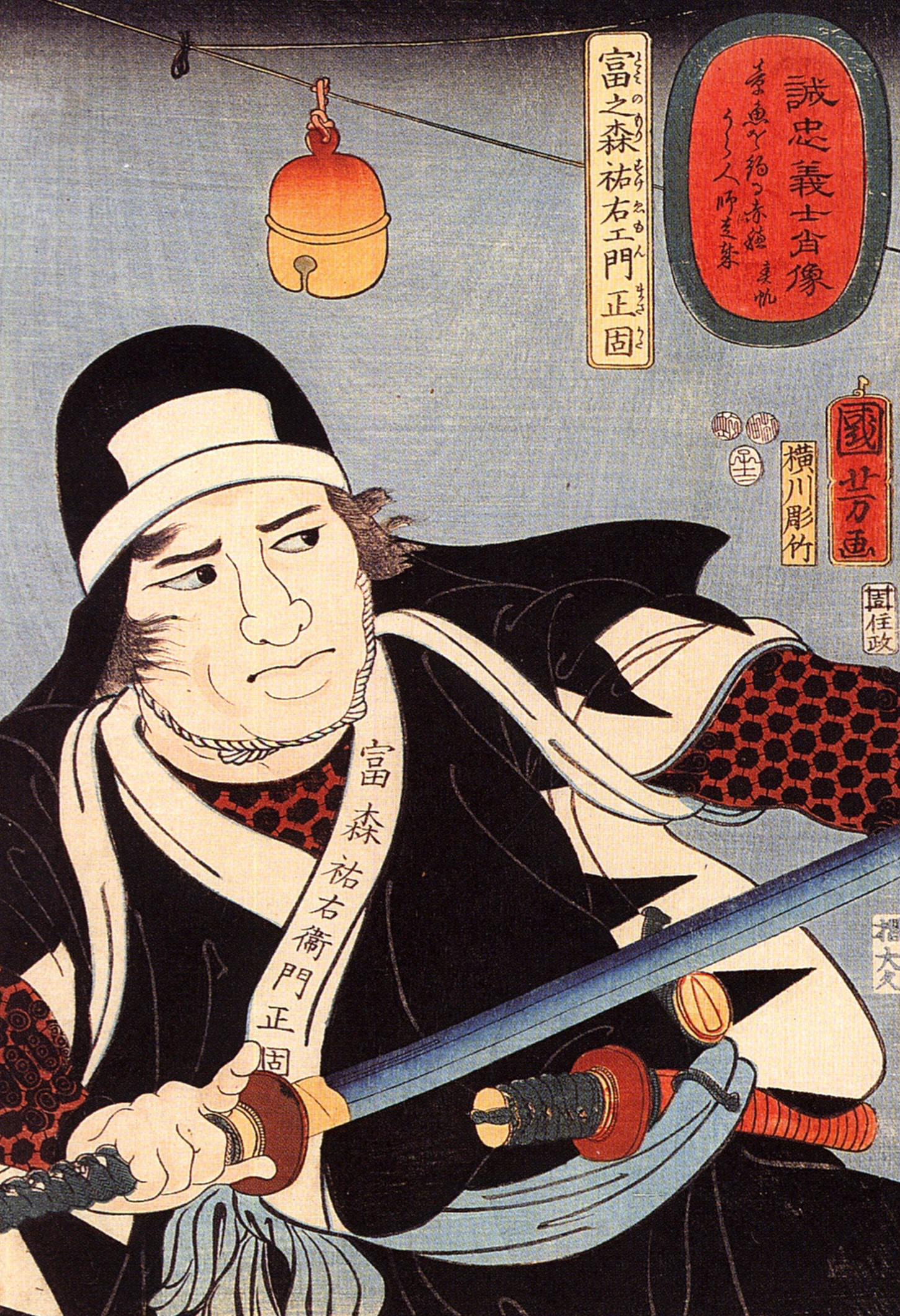
絵有浪士的浮世絵。（江戶後期、歌川国芳）

事件被多次被作爲題材上演過很多作品、事件發生45年後的寛延元年8月（1748年8月）人形浄瑠璃『假名手本忠臣藏』初次上演、同年12月作爲歌舞伎上演。引來很多觀衆成爲代表性的作品。
- 小说
  - 芥川龍之介《或日の大石内蔵助》（1921年）ISBN 4000919725
  - 大佛次郎《赤穗浪士》（1927年）ISBN 4829110228
  - 池宮彰一郎
    - 四十七人の刺客（1992年）上巻;ISBN 4043687036，下巻;ISBN 4043687044
    - その日の吉良上野介（1996年）ISBN 4043687052
    - 最後の忠臣蔵 ISBN 4043687109（《四十七人目の浪士》（1997年）ISBN 4101408130 改題）

  - 井沢元彦《元禄十五年の反逆》（1988年）ISBN 4106027054，文庫版（1992年）ISBN 410119212X
  - 小林信彦《裏表忠臣蔵》（1988年）ISBN 4103318139，新潮文庫版（1992年）ISBN 4101158231，文春文庫版（1998年）ISBN 416725607X
  - 宮部美雪《震える岩―霊験お初捕物控》
- 電影
  - 忠臣藏（1962年、東寶）
  - 忠臣蔵外伝 四谷怪談 （页面存档备份，存于）（1994年、松竹）
  - 四十七人の刺客（1994年、東寶）
  - 最后的忠臣藏（2010年）
  - 四十七浪人（2013年、環球）
  - 決算！忠臣蔵（2019年）
- 电视剧（NHK以忠臣藏為題材的大河劇的数量遠遠超過其他歷史内容，也可見忠臣藏在日本人心目中的重要地位。）
  - 赤穗浪士
  - 元祿太平記
  - 山頂的群像
  - 元祿繚亂
  - 忠臣藏 1/47（2001年、單元劇）
- 評論
  - 丸谷才一《忠臣蔵とは何か》（1984年）ISBN 406196013X
- 漫画
  - 杉浦日向子<吉良供養>《ゑひもせす》収録
- 動畫
  - 《タイムパトロール隊オタスケマン》第49話<アターシャたち全員クビ!>（1981年1月3日放送）
  - 《出包王女》第一季、第23話<猿山の大奧物語>（2008年9月4日放送）

## 關連書籍
- 重野安繹『赤穂義士實話』（武田文求堂・1889年）
- 西山松之助『圖説 忠臣蔵』（河出書房新社・1998年10月）ISBN 4309725872
- 伊東成郎『忠臣藏101個謎』（新人物往来社・1998年11月）ISBN 4404026684
- 勝部真長『忠臣藏大全―歷史ものしり事典』（主婦和生活社・1998年12月）ISBN 4391608529
- 『元禄赤穂事件』（學習研究社歴史群像系列57・1999年1月）ISBN 4056020086
- 『赤穂義士史料』全3巻（雄山閣出版・1999年1月）ISBN 4639015755
- 吉田豊・佐藤孔亮『古文書讀解忠臣藏』（柏書房・2001年12月）ISBN 4760121722
- 菊地明『圖解雜學 忠臣藏』（ナツメ社・2002年10月）ISBN 4816333592
- 山本博文『忠臣藏のことが面白いほどわかる本―確かな史料に基づいた、最も事実に近い本当の忠臣蔵!』（中經出版・2003年12月）ISBN 4806119237
- 円堂晃『政変「忠臣蔵」―吉良上野介はなぜ殺されたか?』（並木書房・2006年12月）ISBN 4890632093

## 關連項目
- 赤穗浪士 - 赤穗浪士一覽
- 忠臣藏
- 歌舞伎

## 外部連結
- 赤穂義士
- 赤穂事件関係